# Plume物語 〜お茶の時間〜
Plume物語 〜お茶の時間〜は、河原木志穂・水野愛日・遠藤綾をメンバーとする声優ユニットPlumeをパーソナリティとしたインターネットラジオ番組である。
エキサイトアニメ公式ブログ「Plume物語〜つづく…」では3人のブログも読める。

## 関連商品

### CD
- Plume物語 〜お茶の時間〜 vol.01
- Plume物語 〜お茶の時間〜 vol.02
- Plume物語 〜お茶の時間〜 vol.03
- Plume物語 〜お茶の時間〜 vol.04
- Plume物語 〜お茶の時間〜 vol.05
- Plume物語 〜お茶の時間〜 vol.06